# Quận Northampton, North Carolina
Quận Northampton là một quận nằm ở tiểu bang Bắc Carolina.  Tại thời điểm năm 2000, quận có dân số 22.086 người. Quận lỵ đóng ở Jackson6.
Quận Northampton thuộc vùng đô thị Roanoke Rapids, Bắc Carolina.
Quận được lập ngày năm 1741 từ quận Bertie. Quận được đặt tên theo James Compton, bá tước thứ 5 xứ Northampton.
Năm 1759, một số khu vự của các quận Northampton, Bertie, và quận Chowan được hợp nhất để lập quận Hertford.

## Địa lý
Theo Cục điều tra dân số Hoa Kỳ, quận có tổng diện tích 551 dặm Anh vuông (1.426 km²), trong đó, 536 dặm Anh vuông (1.389 km²) là diện tích đất và 14 dặm Anh vuông (37 km²) trong tổng diện tích (2,57%) là diện tích mặt nước.

### Các thị trấn
Quận được chia thành 9 xã: Conway, Gaston, Jackson, Lasker, Pleasant Hill, Rich Square, Seaboard, Severn và Woodland.

### Các quận giáp ranh
- Quận Greensville, Virginia - Bắc
- Quận Southampton, Virginia - Đông bắc
- Quận Hertford, Bắc Carolina - Đông
- Quận Bertie, Bắc Carolina - Đông nam
- Quận Halifax, Bắc Carolina - Tây nam
- Quận Warren, Bắc Carolina - Tây bắc
- Quận Brunswick, Virginia - Bắc-tây bắc

## Thông tin nhân khẩu
Theo cuộc điều tra dân số2 tiến hành năm 2000, quận này có dân số 22.086 người, 8.691 hộ, và 5.953 gia đình sinh sống trong quận này. Mật độ dân số là 41 người trên mỗi dặm Anh vuông (16/km²). Đã có 10.455 đơn vị nhà ở với một mật độ bình quân là 20 trên mỗi dặm Anh vuông (8/km²).  Cơ cấu chủng tộc của dân cư sinh sống tại quận này gồm 39,09% người da trắng, 59,43% người da đen hoặc người Mỹ gốc Phi, 0,32% người thổ dân châu Mỹ, 0,09% người gốc châu Á, 0,05% người các đảo Thái Bình Dương, 0,39% từ các chủng tộc khác, và 0,63% từ hai hay nhiều chủng tộc.  0,73% dân số là người Hispanic hoặc người Latin thuộc bất cứ chủng tộc nào.
Có 8,691 hộ trong đó có 27,70% có con cái dưới tuổi 18 sống chung với họ, 45,50% là những cặp kết hôn sinh sống với nhau, 18,30% có một chủ hộ là nữ không có chồng sống cùng, và 31,50% là không gia đình. 28,40% trong tất cả các hộ gồm các cá nhân và 13,20% có người sinh sống một mình và có độ tuổi 65 tuổi hay già hơn.  Quy mô trung bình của hộ là 2,44 còn quy mô trung bình của gia đình là 2,99,
Phân bố độ tuổi của cư dân sinh sống trong huyện là 24,30% dưới độ tuổi 18, 6,90% từ 18 đến 24, 26,50% từ 25 đến 44, 24,90% từ 45 đến 64, và 17,40% người có độ tuổi 65 tuổi hay già hơn.  Độ tuổi trung bình là 40 tuổi. Cứ mỗi 100 nữ giới thì có 92,00 nam giới. Cứ mỗi 100 nữ giới có độ tuổi 18 và lớn hơn thì, có 88,60 nam giới.
Thu nhập bình quân của một hộ ở quận này là $26.652, và thu nhập bình quân của một gia đình ở quận này là $34.648, Nam giới có thu nhập bình quân $27.970 so với mức thu nhập $21.183 đối với nữ giới. Thu nhập bình quân đầu người của quận là $15.413, Khoảng 17,00% gia đình và 21,30% dân số sống dưới ngưỡng nghèo, bao gồm 29,80% những người có độ tuổi 18 và 21,50% là những người 65 tuổi hoặc già hơn.

## Thành phố và thị trấn
- Conway
- Garysburg
- Gaston
- Jackson
- Lasker
- Rich Square
- Seaboard
- Severn
- Woodland